# Список заслуженных тренеров СССР (фехтование)
Почётное спортивное звание, присваивалось в 1956—1992 годах.
| 1956 год |                                    |            |                          |           |               |  |
| 1        | Аркадьев Виталий Андреевич         | ??.??.1956 |                          |           |               |  |
| 2        | Манаенко Иван Ильич                | ??.??.1956 | ??.??.1919 — ??.??.1985  |           |               |  |
| 3        | Мейпариани Акакий Семенович        | ??.??.1956 | ??.??.1918 — ??.??.1995  |           |               |  |
| 1957 год |                                    |            |                          |           |               |  |
| 1        | Андриевский Вадим Алексеевич       | ??.02.1957 |                          | Львов     | «Буревестник» |  |
| 2        | Головня Лев Васильевич             | ??.02.1957 | ??.??. 1893 — ??.??.1969 | Тбилиси   |               |  |
| 3        | Сергеев В. Д.                      | ??.02.1957 |                          | Харьков   | «Динамо»      |  |
| 4        | Чернышева Раиса Ивановна           | ??.02.1957 |                          | Москва    | «Динамо»      |  |
| 5        | Слепцов Михаил Васильевич          | ??.12.1957 | ??.??.1890 — ??.??.1984  | Москва    |               |  |
| 1959 год |                                    |            |                          |           |               |  |
| 1        | Сазонов Михаил (Моисей) Васильевич | ??.??.1959 | ??.??.1915 — ??.??.1985  | Саратов   |               |  |
| 1960 год |                                    |            |                          |           |               |  |
| 1        | Сакварелидзе Симон К.              | ??.11.1960 |                          | Зестафони | «Гантиади»    |  |
| 1961 год |                                    |            |                          |           |               |  |
| 1        | Казанджян Юрий Арташесович         | ??.11.1961 |                          | Горький   | «Спартак»     |  |
| 2        | Хозиков Юрий Тихонович             | ??.12.1961 | ??.??.1904 — ??.??.1992  | Москва    | «Динамо»      |  |
| 1962 год |                                    |            |                          |           |               |  |
| 1        | Месхи Трифон Гедеванович           | ??.03.1962 | ??.??.1928 — ??.??.1993  | Тбилиси   | «Буревестник» |  |
| 1964 год |                                    |            |                          |           |               |  |
| 1        | Фёдоров Валентин Иванович          | ??.02.1964 |                          | Ленинград |               |  |

## 1964
- Булочко, Константин Трофимович
- Колчинский, Семен Яковлевич 7.11.1917 — 4.1.2005[8]
- Шварц, Григорий Ильич

## 1965
- Тышлер, Давид Абрамович

## 1967
- Бокун, Лариса Петровна

## 1970
- Перекальский, Александр Петрович
- Ядловский, Клавдий Игоревич

## 1971
- Удрас, Иозас Юрчио 1925—1991
- Фель, Александр Леонидович 13.1.1935

## 1973
- Житлов, Владимир Васильевич

## 1974
- Мидлер, Марк Петрович

## 1975
- Асиевский, Эрнст Владимирович

## 1979
- Ракита, Марк Семенович

## 1980
- Быков, Виктор Харитонович

## 1981
- Пыльнов, Игорь Григорьевич

## 1982
- Горохова, Галина Евгеньевна
- Миркин, Иосиф Борисович
- Мустафин, Ирек Измайлович

## 1989
- Глазов, Олег Леонидович
- Назлымов, Владимир Аливерович
- Шуберт, Василий Степанович
- Щербич, Людмила Александровна

## 1990
- Тышлер, Геннадий Давидович 12.01.1957

## 1991
- Гансон, Владимир Александрович
- Когут, Михаил Антонович 30.9.1931[9]

## неизв
- Аюпов, Рамиль Измагилович
- Бокун, Герман Матвеевич (до 1959)
- Булгаков, Генрих Жанович 1929—2010
- Бурцев, Михаил Иванович
- Вышпольский, Владимир Владимирович
- Душман, Давид Александрович 1.4.1923—2021
- Иванов, Юрий Александрович 1949—1996
- Келлер, Владимир Станиславович 1929—1998
- Комаров, Иван Архипович 9.6.1921 — 11.4.2005[10]
- Кондратенко, Павел Александрович 1935—2007
- Кузнецов, Лев Федорович (? 76)
- Лейтман, Леонид Григорьевич
- Пузанов, Олег Петрович 20.8.1942 (? 76)
- Сайчук, Лев Васильевич (до 1960)
- Федоров, Анатолий Петрович (? 57)